# Europa- und Naturschutzgebiet Gerzkopf
Das Europa- und Naturschutzgebiet sowie biogenetisches Reservat Gerzkopf ist ein Schutzgebiet am Gerzkopf (1728 m ü. A.), einem Vorberg des Dachsteinmassivs, im Land Salzburg.

## Lage und Landschaft
Das Schutzgebiet liegt mit einer Fläche von rund 91 Hektar rund um den Gerzkopfgipfel, in den Fritztaler Bergen der Salzburger Schieferalpen. Dieser ist ein Vorberg des Dachsteins bei der Bischofsmütze (Kalkhochalpen), zählt aber landschaftlich zu den Schieferalpen. Diese sind eigentlich Teil der Grauwackenzone, geologisch ist der Gerzkopf aber Teil der Werfener Schichten, gehört also ebenfalls zum System der Kalkalpen (Alpiner Buntsandstein und Werfener Quarzit). Beide Systeme, Schieferzone wie Werfener Zone, bauen die charakteristischen runden Kuppen der inneralpinen Salzburger Gras- und Waldberge zwischen Dachstein und Tiroler Inntal auf. Auch liegt die Gipfelflur mit 1700 m schon im Bereich der nordalpinen Baumgrenze, sodass der Wald schon Anzeichen des hochalpinen lockeren Bestands und von Kümmerwuchs zeigt.
Bei dem Schutzgebiet handelt sich um ein subalpines Moorgebiet. Dieses entstand durch die Kalkarmut des Gesteins, das regenreiche, kühle Klima und – bedingt durch die Kammlage – dem Nichtvorhandensein von nährstoffreichen Hang- und Sickerwässern auf der durch glaziale Erosion geschaffenen Plateaulage. Diese Form eines Gipfelmoores ist sehr selten.
In dem Schutzgebiet befindet sich auch ein stehendes Gewässer, das als Schwarze Lacke bekannt ist.
Die Gemeinden Annaberg-Lungötz, Eben im Pongau, Filzmoos und Sankt Martin am Tennengebirge haben Anteil am Schutzgebiet. Zum nahen UNESCO-Welterbegebiet Hallstatt–Dachstein/Salzkammergut rund um den Dachstein gehört das Schutzgebiet nicht mehr.

## Unterschutzstellung und Schutzgründe
Das Gebiet ist geschützt, weil es neben seinem ästhetischen Wert einen sehr seltenen Moortyp besitzt. Außerdem finden sich Lebensräume verschiedener seltener Pflanzen- und Tierarten.
Die Gipfelregion ist seit 1981 Naturschutzgebiet (NSG 3, 90,8275 ha).
Seit dem 1. Juli 2006 ist es im selben Umfang im Natura-2000-Netzwerk nach der Fauna-Flora-Habitat-Richtlinie (FFH) eingetragen (AT3213003, Salzburger Nr. ESG 11). Gleichzeitig wurde es auch im Europäischen Netzwerk biogenetischer Reservate (EBR) gemeldet (o.Nr., dieselbe Fläche), in dem eine repräsentative Auswahl von Lebensräumen typischer, einzigartiger, seltener oder bedrohter Arten europaweit besonders erfasst wird.
| - Heidelbeerreicher Hochlagen-Fichtenwald - Latschen-Heidelbeer-Bestände - Latschen-Hochmoor-Bestände - kleinräumig entwickelte Moorgesellschaften (Eriophero-Sphagnetum, Trichophoro-Sphagnetum compacti u. a.) - Schwingrasen; mosaikreich - Torfmoose (Sphagnum nemoreum, Sph. fallax, Sph. robustum, Sph. girgensohnii, Sph. quinquefarium, Sph. cuspidatum) - Krähenbeere (Empetrum hermaphroditum) - Sumpf-Wachtelweizen (Melampyrum paludosum) - Heidelbeere (Vaccinium myrtillus) - Preiselbeere (Vac. vitisidaea) - Rauschbeere (Vac. uliginosum) - Besenheide (Calluna vulgaris) - diverse Seggen-Arten (Carex sp.) - Kienporst (Andromeda polifolia) | - Rehwild - Rotwild - Fuchs - Birkwild – Auerhuhn - Haselhuhn - Mäusebussard - Kuckuck - Schwarz-, Bunt-, Weißrücken- und Dreizehenspecht - Gebirgs-, Bachstelze - Baumpieper - Neuntöter | - Wasseramsel - Zaunkönig - Garten-, Mönchs- und Klappergrasmücke - Zilpzalp - Berglaubsänger - Sommer- und Wintergoldhähnchen - Grauschnäpper - Hausrotschwanz - Rotkehlchen - 4 Drossel- und 5 Meisenarten - Kleiber - Waldbaumläufer - Fichtenkreuzschnabel |